# James Reid (football)
Pour les articles homonymes, voir James Reid et Reid.
Ne doit pas être confondu avec James Reid (football, 1890).
James Reid, né et mort à une date indéterminée, est un footballeur britannique ayant joué au poste d'arrière dans les années 1930.

## Biographie
James Reid arrive en France en 1934. Il joue pendant trois saisons à l'Amiens Athlétic Club en deuxième division. Il dispute 94 matchs officiels. Ayant joué quelques fois au poste d'inter, il parvient à marquer pour le club picard.
L'Amiens AC abandonnant le professionnalisme en 1937, James Reid est vendu au Stade de Reims pour la somme importante de 12 200 francs. Il y joue pendant une saison avant de partir pour l'US Valenciennes-Anzin lors de la saison 1938-1939.

## Style de jeu
Dans Le Football en Picardie et l'histoire de ses origines, James Reid est qualifié de « musclé, solide, ardent, chanceux - de tout repos. ».

## Statistiques
| Saison     | Club                  | Championnat | Championnat | Championnat | Coupe(s) nationale(s) | Coupe(s) nationale(s) | Total | Total |
| Saison     | Club                  | Division    | M.          | B.          | M.                    | B.                    | M.    | B.    |
| 1934-1935  | Amiens AC             | 2           | 24          | 0           | 3                     | 0                     | 27    | 0     |
| 1935-1936  | Amiens AC             | 2           | 32          | 2           | 4                     | 0                     | 36    | 2     |
| 1936-1937  | Amiens AC             | 2           | 30          | 1           | 1                     | 0                     | 31    | 1     |
| Sous-total | Sous-total            | Sous-total  | 86          | 3           | 8                     | 0                     | 94    | 3     |
| 1937-1938  | Stade de Reims        | 2           |             |             |                       |                       | 0     | 0     |
| Sous-total | Sous-total            | Sous-total  |             |             |                       |                       | 0     | 0     |
| 1938-1939  | US Valenciennes-Anzin | 2           |             |             |                       |                       | 0     | 0     |
| Sous-total | Sous-total            | Sous-total  |             |             |                       |                       | 0     | 0     |